# Atherigona maliensis
Atherigona maliensis este o specie de muște din genul Atherigona, familia Muscidae, descrisă de Dike în anul 1987.
Este endemică în Mali. Conform Catalogue of Life specia Atherigona maliensis nu are subspecii cunoscute.